# Hermann Czech
Hermann Czech (Vienna, 10 novembre 1936) è un architetto austriaco.

## Biografia
Figlio di ristoratori, ha studiato architettura all'Accademia Estiva Internazionale di Arti Figurative di Salisburgo e all'Università tecnica di Vienna.
Il suo stile, che si ispira alle teorie di Adolf Loons e all'"accidentalismo" (vale a dire l'adattarsi alle circostanze) di Josef Frank, si caratterizza per una forte libertà formale che sperimenta geometrie irregolari e stravaganti, in aperta polemica con i canoni architettonici predominanti, e che tuttavia è sempre al servizio della funzionalità dell'edificio.